# 田在玮
田在玮（1948年—），汉族，中华人民共和国政治人物、第十一届全国政协委员。
加入中国国民党革命委员会，担任民革中央委员、黑龙江省委副主委、哈尔滨市综合开发建设总公司董事长。2008年，当选第十一届全国政协委员，代表经济界，分入第三十七组。并担任人口资源环境委员会专委。